# Chelonoidis niger hoodensis
Chelonoidis niger hoodensis – podgatunek żółwia słoniowego, gatunku żółwia z rodziny żółwi lądowych (Testudinidae). Występuje na wyspie Española (dawniej Hood) w archipelagu wysp Galapagos.
Żółw lądowy, dostosowany do żerowania na kaktusach i innych wysokich roślinach kserofitowych. Skorupa siodłowanego kształtu. Długość karapaksu – u samców do około 97 cm, u samic do około 78 cm.
Dojrzałość płciową osiąga ok. 20 roku życia, dożywa ok. 60 lat. Zasiedla wyspę Española, zajmując ok. 10% powierzchni wyspy (6 km²). Kolejne 24 km² określa się jako terytorium zdatne do zasiedlenia przez tego żółwia. Gatunek krytycznie zagrożony wyginięciem, chroniony na podstawie krajowych przepisów, poprzez objęcie siedliska terenem Parku Narodowego Galapagos oraz poprzez uwzględnienie w załączniku I do konwencji o międzynarodowym handlu dzikimi zwierzętami i roślinami gatunków zagrożonych wyginięciem.
Występujące w przeszłości polowania na żółwie, a następnie sprowadzenie na wyspy kóz stały się główną przyczyną wymierania galapagoskich żółwi. Proces usuwania kóz na Españoli zakończono w 1978 r. Do 1960 r. na wyspie przetrwało 14 osobników żółwi (12 samic i dwa samce). Podgatunek objęto programem wspomaganego rozrodu, osobniki przeniesiono do centrum hodowlanego. W 1975 r. populację zasilił sprowadzony z zoo w San Diego osobnik nazwany Diego, który został ojcem przynajmniej 800 potomków, w związku z czym zaczął być nazywany przez pracowników przydomkiem „Super Diego”. Na skutek interwencji populacja rośnie.
Do środowiska wypuszczono łącznie ponad 1900 osobników, z czego przeżyło ok. 50%. W 1990 r. zaobserwowano samodzielny rozród osobników reintrodukowanych. W 2010 r. całkowitą populację szacowano na ok. 800 osobników.
Na sąsiedniej wyspie Santa Fé wprowadzono program introdukcji żółwia tego podgatunku w miejsce wymarłego w połowie XIX w., nieopisanego naukowo gatunku, co ma zapewnić powrót do równowagi ekologicznej środowiska wyspy. Powodem wyboru Ch. niger hoodensis było najbliższe pokrewieństwo genetyczne i podobieństwo morfologiczne do oryginalnej populacji z wyspy Santa Fé. Populacja wprowadzona na tę wyspę stanowi także zabezpieczenie przed wyginięciem Ch. niger hoodensis w razie nieprzewidzianej katastrofy naturalnej na Españoli.